# Дине Неделков
Дине Иванов Неделков (изписване до 1945 година: Дине Ивановъ Недѣлковъ) е български революционер, деец на Вътрешната македоно-одринска революционна организация.

## Биография
Роден е в 1876 година в леринското село Баница, тогава в Османската империя. Присъединява се към ВМОРО и в 1902 година влиза в четата на Георги Папанчев. След убийството на Папанчев през май 1903 година влиза в четата на Тане Лерински. Взима участие в Илинденско-Преображенското въстание през лятото на 1903 година. След него влиза в четата на Дзоле Стойчев. След смъртта на войводата Дзоле в 1909 година заминава за Свободна България.
След като Македония е поделена между Сърбия и Гърция, отново се присъединява към революционната организация и оглавява чета, действаща в 1914 година в Битолско срещу новите сръбски власти. При намесата на България в Първата световна война през есента на 1915 година влиза като доброволец в Българската армия и е зачислен като разузнавач подначалник, и действа на гръцката граница.
На 10 март 1943 година, като жител на Битоля, подава молба за народна пенсия, която е одобрена и отпусната от Министерския съвет на Царство България.